# Haiku (hệ điều hành)
Haiku là một hệ điều hành mã nguồn mở tương thích với BeOS đã ngừng phát triển. Bắt đầu phát triển năm 2001 và hệ điều hành trở nên tự lưu trữ trong năm 2008. Bản phát hành alpha đầu tiên phát hành tháng 9/2009, bản mới nhất được phát hành tháng 09/2024.
Haiku được hỗ trợ bởi Haiku, Inc., một tổ chức phi lợi nhuận có trụ sở ở Rochester, New York, US, Thành lập năm 2003 bởi cựu lãnh đạo dự án Michael Phipps.

## Lịch sử
Haiku bắt đầu với tên gọi dự án OpenBeOS năm 2001, khi đó Be, Inc. vừa được bán cho Palm, Inc. và các hoạt động phát triển BeOS bị dừng lại; trọng tâm của dự án là hỗ trợ cộng đồng người dùng BeOS bằng cách tạo ra một sự thay thế mã nguồn mở, tương thích cho BeOS. Dự án đầu tiên của OpenBeOS là tạo một cập nhật "stop-gap" cho BeOS 5.0.3 năm 2002. Năm 2003, Tổ chức phi lợi nhuận Haiku, Inc. được đăng ký ở Rochester, New York, để hỗ trợ tài chính cho hoạt động phát triển, và trong năm 2004, sau một thông báo vi phạm bản quyền thương hiệu BeOS của Palm's được gửi đến OpenBeOS, dự án được đổi tên thành Haiku. Tuy nhiên, sự phát triển chỉ đạt tới cột mốc đầu tiên của mình vào tháng 9/2009 với việc phát hành Haiku R1/Alpha 1.

## Công nghệ
Haiku được viết bằng C++ và cung cấp một API Lập trình hướng đối tượng.
Thiết kế mô-đun của BeOS cho phép các thành phần riêng lẻ của Haiku để bước đầu được phát triển trong các đội tương đối tách biệt, trong nhiều trường hợp phát triển chúng để thay thế cho các thành phần BeOS trước khi hoàn thành các phần khác của hệ điều hành. Các nhóm ban đầu phát triển các thành phần này, bao gồm cả server và các API (được gọi chung trong Haiku là "kit"), bao gồm:
- App/Interface – Phát triển các gói giao diện, ứng dụng và các gói hỗ trợ.
- BFS – develops the Be File System, mà chủ yếu hoàn thành với tên gọi OpenBFS.
- Game – phát triển Game Kit và các API của nó.
- Input Server – Các máy chủ xử lý các thiết bị đầu vào, chẳng hạn như bàn phím và chuột, và cách chúng giao tiếp với các bộ phận khác của hệ thống.
- Kernel – Phát triển kernel, lõi của hệ điều hành
- Media – phát triển các máy chủ âm thanh và các API có liên quan.
- MIDI – Thực hiện các giao thức MIDI.
- Network – Viết các driver cho các thiết bị mạng và các API có liên quan đến mạng.
- OpenGL – Phát triển các hỗ trợ OpenGL.
- Preferences – Tái tạo các bộ tùy chọn.
- Printing – hoạt động trên các máy chủ in và driver cho máy in.
- Screen Saver – Thực hiện các chức năng bộ bảo vệ màn hình.
- Storage – phát triển bộ lưu trữ và trình điều khiển cho hệ thống tập tin cần thiết.
- Translation – tái tạo các modul đọc/viết/chuyển đổi cho các định dạng tập tin khác nhau.

Một vài bộ dụng cụ đã được coi là tính năng hoàn chỉnh và phần còn lại đang trong giai đoạn phát triển khác nhau.
Hạt nhân của Haiku là một hybrid kernel và là phân nhánh của NewOS, một module hạt nhân được viết bởi cựu kỹ sư của Be Inc. Travis Geiselbrecht. Giống như phần còn lại của hệ thống, nó là hiện nay vẫn đang phát triển. Nhiều tính năng đã được thực hiện, bao gồm một lớp hệ thống tập tin ảo (VFS) và đa đối xứng (SMP) hỗ trợ thô sơ.

## Quản lý gói
Tính đến tháng 9/2013, Haiku bao gồm một hệ thống quản lý gói cho phép phần mềm được biên dịch vào thành phụ thuộc theo dõi các gói tin nén. Các gói tin có thể kích hoạt bằng cách cài đặt chúng từ một kho lưu trữ từ xa với pkgman, hoặc thả chúng trong một thư mục gói tin đặc biệt. Quản lý gói tin của Haiku kết nối các gói tin đã kích hoạt thông qua một thư mục hệ thống chỉ đọc. Hệ thống quản lý gói tin của Haiku giải quyết các lệ thuộc bằng thư viện libsolv từ dự án openSUSE.

## Tương thích BeOS
Haiku R1 cố gắng để tương thích với BeOS ở cả hai cấp độ mã nguồn và nhị phân, cho phép phần mềm viết và biên dịch cho BeOS có thể biên dịch và hoạt động mà không có chỉnh sửa nào trên Haiku. Điều này cung cấp cho người dùng Haiku một thư viện tức thì của các ứng dụng để lựa chọn (thậm chí các chương trình mà các nhà phát triển không còn kinh doanh hoặc không cập nhật chúng nữa), ngoài việc cho phép phát triển các ứng dụng để tiếp tục từ nơi họ đã chấm dứt sau sự sụp đổ của Be, Inc.
Việc cố gắng tương thích này có nhược điểm của nó — qua việc yêu cầu Haiku sử dụng một phân nhánh của trình biên dịch GCC, dựa trên phiên bản 2.95, phát hành năm 2001. Việc chuyển sang phiên bản 4 mới hơn của GCC phá vỡ khả năng tương thích với các phần mềm BeOS; bởi vậy Haiku hỗ trợ xây dựng các ứng dụng như một môi trường hybrid GCC4/GCC2. điều này cho phép hệ điều hành chạy cả hai tập tin nhị phân GCC phiên bản 2 và 4 cùng lúc. Những thay đổi được thực hiện để GCC 2.95 cho Haiku bao gồm ký tự hỗ trợ rộng rãi và backport của bản sửa lỗi từ GCC 3 và sau này.
Lưu ý rằng tính tương thích này chỉ áp dụng cho các hệ thống 32-bit x86. Phiên bản PowerPC của BeOS R5 không hỗ trợ. Như một hệ quả, các kiến trúc ARM, 68k, 64-bit x86 và cổng PPC của Haiku chỉ dùng phiên bản GCC 4.
Mặc dù có những nỗ lực, khả năng tương thích với một số hệ thống add-ons sử dụng API riêng tư sẽ không được thực hiện. Chúng bao gồm các trình điều khiển hệ thống tập tin bổ sung và các codec media, mặc dù chỉ ảnh hưởng đến các add-ons trên BeOS R5 không dễ dàng tái triển khai bộ giải mã đa phương tiện Indeo 5 không còn đặc điểm kỹ thuật tồn tại.
Các ứng dụng nhị phân cua R5 hoạt động trên nền tảng Haiku (Tháng 5/2006) bao gồm: Opera, Firefox, NetPositive, Quake II, Quake III, SeaMonkey, Vision và VLC.

## Sau R1
Kế hoạch ban đầu của R2 được bắt đầu thông qua dự án "Glass Elevator". Các chi tiết chỉ xác nhận cho đến nay là nó sẽ chuyển sang phiên bản hiện tại của GCC.
Một lớp tương thích được lên kế hoạch sẽ cho phép các ứng dụng được phát triển cho Haiku R1 để chạy trên Haiku R2 và sau đó. Điều này đã được đề cập trong một cuộc thảo luận trên mailing list của Haiku bởi một trong số những người đứng đầu nhóm phát triển, Axel Dörfler. Các tính năng mới bao gồm đề nghị tập tin chỉ mục ngang hàng với Beagle của Unix, Google Desktop và Spotlight của OS X, tích hợp lớn hơn của đồ họa vector vào máy tính để bàn, hỗ trợ thích đáng cho nhiều người dùng, và bộ dụng cụ khác.

## Yêu cầu cấu hình
- Một kiến trúc 32-bit x86 giống như IA-32 của Intel[11]
- Bộ nhớ: 128 MB,đệ tự biên dịch Haiku cần 1 GB[11]
- Ổ cứng: 700 MB[11]